# 藤原諸藤
藤原 諸藤（ふじわら の もろふじ）は、平安時代初期から前期にかけての貴族。藤原南家巨勢麻呂流、侍従・藤原有統の子。官位は従四位下・備前権守。

## 経歴
嘉祥3年（850年）文徳天皇の即位に伴って従六位上から三階昇進して従五位下に叙爵し、侍従に任ぜられる。文徳朝末の斉衡4年（857年）丹波介に遷って地方官に転じ、天安2年（859年）丹波守に昇格する。
貞観8年（866年）斎宮頭に任ぜられて京官に復し、貞観10年（868年）には従五位上に昇叙されている。
陽成朝では大蔵大輔を務めたのち、元慶2年（878年）伊勢権守に任ぜられて再び地方官に転じ、元慶3年（880年）正五位下に叙せられる。
元慶8年（884年）光孝天皇の即位後間もなく従四位下に昇叙され、光孝朝では美濃権守・備前権守と地方官を歴任した。

## 人物
琴をたしなみ、元慶8年（884年）紫宸殿で宴が開かれた際、光孝天皇の勅を受けて、兄弟の藤原諸葛と共に琴歌の演奏を行っている。

## 官歴
注記のないものは『六国史』による。
- 時期不詳：従六位上
- 嘉祥3年（850年） 4月17日：従五位下（越階）。5月17日：侍従
- 嘉祥4年（851年） 2月13日：荘厳堂舍司（仁明上皇御忌斎会）
- 斉衡4年（857年） 2月16日：丹波介
- 天安2年（859年） 11月25日：丹波守
- 貞観8年（866年） 2月13日：斎宮頭
- 貞観9年（867年） 2月11日：兼伊勢介
- 貞観10年（868年） 正月7日：従五位上
- 貞観18年（876年） 11月25日：見斎宮頭
- 時期不詳：大蔵大輔
- 元慶2年（878年） 8月14日：伊勢権守、去大蔵大輔
- 元慶3年（880年） 11月25日：正五位下
- 元慶8年（884年） 2月23日：従四位下
- 仁和3年（887年） 2月2日：美濃権守。5月13日：備前権守

## 系譜
『尊卑分脈』による。
- 父：藤原有統
- 母：橘数子 - 橘永継の娘
- 妻：県犬養氏河の娘
  - 男子：藤原善行
- 生母不詳の子女
  - 男子：藤原元善
  - 女子：清和天皇更衣[2]